# Bisdom Concepción (Paraguay)

Het bisdom binnen Paraguay

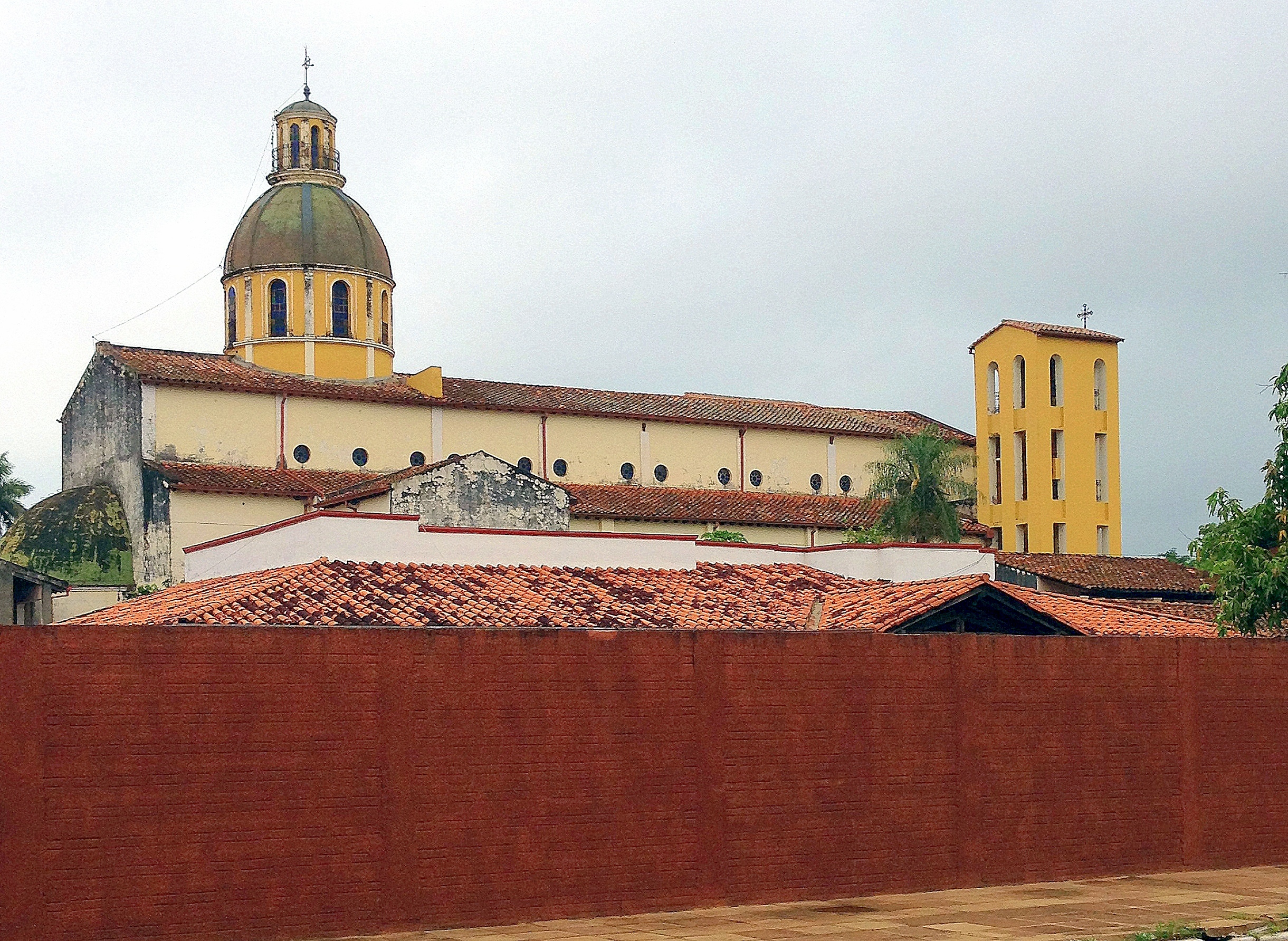
De kathedraal van Concepción

Het bisdom Concepción, ook bisdom Concepción (Santissima Concezione) en Paraguay (Latijn: Dioecesis Sanctissimae Concepionis in Paraguay) is een rooms-katholiek bisdom met als zetel Concepción in Paraguay. Het bisdom is suffragaan aan het aartsbisdom Asunción.
In 1929 werd het bisdom Concepción y Chaco opgericht. Nadat in 1948 het apostolisch vicariaat Chaco Paraguayo hiervan werd afgesplitst, werd de naam in 1949 veranderd in bisdom Concepción (Santissima Concezione) en Paraguay.
In 2019 telde het bisdom 17 parochies. Het bisdom heeft een oppervlakte van 30.084 km² en telde in 2019 454.000 inwoners waarvan 98,1% rooms-katholiek was. 

## Bisschoppen
- Emilio Sosa Gaona, S.D.B. (1931-1963)
- Aníbal Maricevich Fleitas (1965-1993)
- Juan Bautista Gavilán Velásquez (1994-2001)
- Zacarías Ortiz Rolón, S.D.B. (2003-2013)
- Miguel Ángel Cabello Almada (2013-)